# Mark Edmondson
Mark Edmondson (Gosford, Junho de 1954) é um ex-tenista profissional australiano.

## Grand Slam Finais, 10 (6 títulos, 4 vices)

### Simples 1 (1 título)
| Posição | Ano  | Campeonato      | Piso  | Oponente      | Placar             |
| Campeão | 1976 | Australian Open | Grama | John Newcombe | 6–7, 6–3, 7–6, 6–1 |

### Duplas, 7 (5 títulos, 2 vices)
| Posição | Ano  | Campeonato            | Piso   | Parceiro         | Oponentes                          | Placar             |
| Campeão | 1980 | Australian Open (1/1) | Grama  | Kim Warwick      | Peter McNamara Paul McNamee        | 7–5, 6–4           |
| Campeão | 1981 | Australian Open (2/2) | Grama  | Kim Warwick      | Hank Pfister John Sadri            | 6–3, 6–7, 6–3      |
| Campeão | 1983 | Australian Open (3/3) | Grama  | Paul McNamee     | Steve Denton Sherwood Stewart      | 6–3, 7–6           |
| Vice    | 1983 | Roland Garros (0/1)   | Saibro | Sherwood Stewart | Hans Simonsson Anders Järryd       | 7–6(7-4), 6–4, 6–2 |
| Campeão | 1984 | Australian Open (4/4) | Grama  | Sherwood Stewart | Joakim Nyström Mats Wilander       | 6–2, 6–2, 7–5      |
| Vice    | 1985 | Australian Open (4/5) | Grama  | Kim Warwick      | Paul Annacone Christo Van Rensburg | 3–6, 7–6, 6–4, 6–4 |
| Campeão | 1985 | Roland Garros (1/2)   | Saibro | Kim Warwick      | Shlomo Glickstein Hans Simonsson   | 6–3, 6–4, 6–7, 6–3 |

### Duplas Mistas Finais, 2 (2 vices)
| Posição | Ano  | Campeonato          | Piso   | Parceira                   | Oponentes                | Placar             |
| Vice    | 1980 | Wimbledon (0/1)     | Grama  | Dianne Fromholtz Balestrat | Tracy Austin John Austin | 4–6, 7–6(8-6), 6–3 |
| Vice    | 1986 | Roland Garros (0/1) | Saibro | Rosalyn Fairbank           | Kathy Jordan Ken Flach   | 3–6, 7–6(7-3), 6–3 |